# سانتا کروس (جزایر قناری)
سانتا کروس (Santa Cruz de Tenerife) استانی متشکل از قسمت‌های غربی بخش خودمختار جزایر قناری است.

## جغرافیا
این استان از جزایر تنریف، لاگومرا، الهیرو لاپالما در اقیانوس اطلس تشکیل شده است.
مرکز استان شهر سانتا کروس در جزیره تنریف است.

## جمعیت و مساحت
۹۷۱٬۶۴۷ نفر (۲۰۰۶) در سانتا کروس زندگی می‌کنند که از این میان ۲۴٪ در شهر سانتا کروس ساکن هستند. مساحت استان ۳٬۳۸۱ کیلومتر مربع است و ۵۳ دهستان دارد.